# 13908 Wölbern
13908 Wölbern è un asteroide della fascia principale. Scoperto nel 1978, presenta un'orbita caratterizzata da un semiasse maggiore pari a 2,2057278 UA e da un'eccentricità di 0,1419631, inclinata di 4,12588° rispetto all'eclittica.